# Delo
Delo, (en español: Trabajo) es uno de los mayores periódicos de tirada diaria de Eslovenia. El periódico fue creado en 1959 de la unión de Ljudska pravica (La prerrogativa del Pueblo) y Slovenski poročevalec (El Reportero Esloveno).
Delo posee varios suplementos semanales:
- FT Delo, sobre economía, mercados y asuntos relacionados.
- Los martes sale Ona, (Ella), con temas relacionados con la mujer.
- Los miércoles Delo in dom, (Trabajo y casa) suplemento sobre el mantenimiento del hogar.
- Los jueves lo hace Polet, (Escapada), sobre la recreación y el ocio.
- El viernes Vikend, (Fin de semana), que es una guía de televisión con noticias de entretenimiento.
- Finalmente el sábado sale Sobotna priloga, (El Suplemento del Sábado), con comentarios sobre temas actuales de conocidos columnistas.
- Delo también publica una edición especial el domingo, aunque ésta viene incorporada en el periódico. La edición llamada Nedelo (Ociosidad), es un juego de palabras en esloveno ya que domingo se escribe Nedelja.